# Ben Noteboom

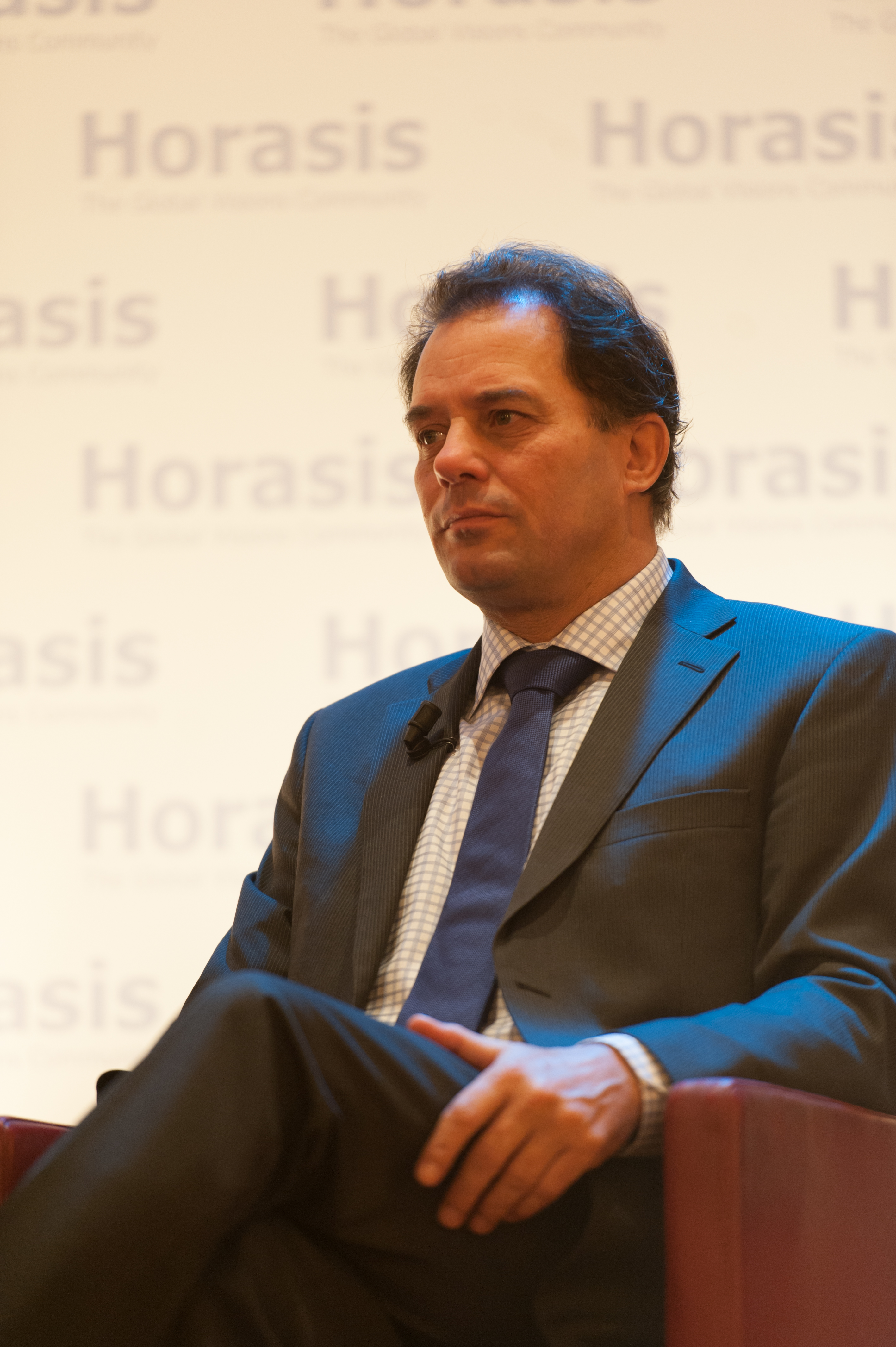
Ben Noteboom, 2013

Beschier Jacob (Ben) Noteboom (Nieuwe-Tonge, 4 juli 1958) is een Nederlands bestuurder en topfunctionaris. Hij was tussen 2003 en 2014 bestuursvoorzitter van Randstad NV. Daarna volgden commissariaten bij Ahold Delhaize en Wolters Kluwer. Tegenwoordig is Noteboom commissaris bij AEGON, en voorzitter van de raad van commissarissen van Koninklijke Vopak.

## Levensloop
Ben Noteboom studeerde rechten aan de Erasmus Universiteit Rotterdam. Hij begon zijn carrière, in 1982 tot 1984, als directieassistent bij Zurel Holding, een van de grootste bloemen- en plantenhandelaren van de wereld. Van 1984 tot 1993 vervulde hij diverse management functies bij Dow Chemical. In 1993 trad hij in dienst bij het uitzendbureau Randstad NV. Tot 2001 vervulde hij daar tevens diverse functies. In 2001 trad hij toe tot de raad van bestuur van het concern. Twee jaar later, in 2003, volgde hij Cleem Farla op en werd hij daar bestuursvoorzitter.
Onder leiding van Noteboom groeide Randstad uit tot het op een na grootste uitzendconcern ter wereld. Hij leidde onder meer de overname van het Franse Vedior, de Amerikaanse SFN Group en van FujiStaff in Japan. De omzet van het bedrijf groeide daarbij van 5 miljard euro naar 17 miljard euro, terwijl de winst bijna verzesvoudigde.In oktober 2013 kondigde Randstad het vertrek van Noteboom aan per 28 februari. Zijn opvolger was Jacques van den Broek. Bij de aankondiging leek het of Noteboom vrijwillig vertrok. Pas in een later stadium bleek dat hem door de raad van commissarissen ontslag was aangezegd. De reden werd niet bekend. Bij zijn vertrek was er ophef over de vertrekpremie van 2.5 miljoen euro die hij meekreeg van Randstad.